# Escrita Rovas-Khazar
A escrita Rovas Khazar (Rovas Estepe)  é considerada como é considerada como descendente da escrita Proto-Rovas, que fora usada a leste do Mar de Aral (Estepe) desde o 1º século d.C e século VI, quando as tribos que a usavam, incluindo Avars, Khazars e Ogurs, começaram a migrar para a Panônia (Bacia Carpátia). Esse processo durou até 670 d.C. Essa escrita deu origem à Escrita Rovas-Carpátia e à Rovas Khazar'r.
A escrita Proto-Rovas aparentemente descende do alfabeto aramaico.
A Rovas Khazari foi uma escrita usada até o século X, talvez ainda até o século XIII. As inscrições encontradas são na sua maioria de línguas turcomanas, tais como Ogur, As-Alan e Túrquico comum. 

## Escrita
Trata-se de um alfabeto com vogais com a escrita se desenvolvendo da direita para esquerda. São 64 símbolos para letras mais três símbolos para separar palavras.